# Caroline Attia
Caroline Attia (Parigi, 4 luglio 1960) è un'ex sciatrice alpina francese.

## Biografia
Sciatrice che in attività si dedicò unicamente alle discesa libera, in Coppa del Mondo Caroline Attia ottenne il primo risultato di rilievo il 9 dicembre 1978 a Piancavallo (9ª) e il primo podio il 4 febbraio dell'anno a Pfronten: 2ª alle spalle della statunitense Cindy Nelson. Esordì ai Giochi olimpici invernali a Lake Placid 1980, senza concludere la prova; il 15 dicembre 1982 a San Sicario conquistò l'unica vittoria di carriera in Coppa del Mondo, davanti alla compagna di squadra Claudine Emonet e alla tedesca occidentale Heidi Wiesler, e un anno dopo, il 7 dicembre 1983, ottenne a Val-d'Isère l'ultimo podio nel circuito concludendo 3ª dietro alla tedesca occidentale Irene Epple e alla svizzera Ariane Ehrat. Ai XIV Giochi olimpici invernali di Sarajevo 1984, sua ultima presenza olimpica, si piazzò al 15º posto; l'ultimo piazzamento della sua attività agonistica fu il 10º posto ottenuto l'8 marzo 1985 nella discesa libera di Coppa del Mondo disputata a Banff. Non ottenne piazzamenti ai Campionati mondiali.

## Palmarès

### Coppa del Mondo
- Miglior piazzamento in classifica generale: 21ª nel 1983
- 5 podi (tutti in discesa libera):
  - 1 vittoria
  - 1 secondo posto
  - 3 terzi posti

#### Coppa del Mondo - vittorie
| Data             | Località    | Paese  | Specialità |
| ---------------- | ----------- | ------ | ---------- |
| 15 dicembre 1982 | San Sicario | Italia | DH         |

Legenda:

DH = discesa libera

### Campionati francesi
- 1 oro (discesa libera nel 1979)[senza fonte]